# Мелиса Бенојст
Мелиса Мери Бенојст (енгл. Melissa Benoist, Хјустон, 4. октобар 1988) је америчка глумица и певачица. Наступала је на сцени, као и на телевизији и филмовима. Најпознатија по улоги насловног лика у серији Супердевојка.
Бенојстова је дошла до изражаја у серији Гли. Појавила се у филмовима као што су Ритам лудила, Дени Колинс, Најдужа вожња, Дан патриота, Лоурајдерс и Сунчани пси и глумила је Дејвид Корешову супругу Рејчел Џоунс у мини-серији Веко.